# Ully-Saint-Georges
Ully-Saint-Georges är en kommun i departementet Oise i regionen Hauts-de-France i norra Frankrike. Kommunen ligger i kantonen Neuilly-en-Thelle som tillhör arrondissementet Senlis. År 2022 hade Ully-Saint-Georges 1 920 invånare.

## Befolkningsutveckling
Antalet invånare i kommunen Ully-Saint-Georges
| Referens: INSEE |